# Monumento Natural dos Morros do Pão de Açúcar e da Urca
Monumento Natural dos Morros do Pão de Açúcar e da Urca é um complexo de morros localizado no bairro da Urca, na cidade do Rio de Janeiro, no Brasil. É composto pelo Morro do Pão de Açúcar (que dá nome ao complexo) e pelo Morro da Urca. Junto com a estátua do Cristo Redentor, é o maior cartão-postal da cidade do Rio de Janeiro e um dos mais famosos do Brasil. Pelas características únicas, margeado pelas águas da baía de Guanabara, constitui-se em uma referência turística internacional para a cidade.
Possui, como atração complementar, o passeio de teleférico interligando a Praia Vermelha, o Morro da Urca e o Morro do Pão de Açúcar. Conhecido como Bondinho do Pão de Açúcar, o teleférico foi idealizado em 1908 e inaugurado em 1912, tornando-se o primeiro teleférico instalado no país e o terceiro do mundo. Nesses mais de cem anos de existência, já transportou mais de quarenta milhões de pessoas. Na última estação do bondinho, tem-se a vista panorâmica das cidades do Rio de Janeiro e de Niterói.
O Pão de Açúcar e o Monumento Natural da Colina da Urca têm uma área de 91,5 hectares. Entre as atrações da área, além do bondinho, estão a pista Cláudio Coutinho para corrida ou caminhada, a trilha do Morro da Urca com vista para Corcovado, Copacabana, Botafogo e Baía de Guanabara e muitas rotas de escalada.

## Etimologia
Há várias versões sobre a origem do nome. Uma das mais conhecidas indica os portugueses como responsáveis. Durante o apogeu do cultivo da cana-de-açúcar no Brasil (séculos XVI e XVII), após a cana ser espremida e o caldo fervido e apurado, os blocos de açúcar eram colocados em uma forma de barro cônica (para transportá-los para a Europa), denominada "pão de açúcar". A semelhança do penhasco carioca com aquela forma de barro teria originado o nome.

## História

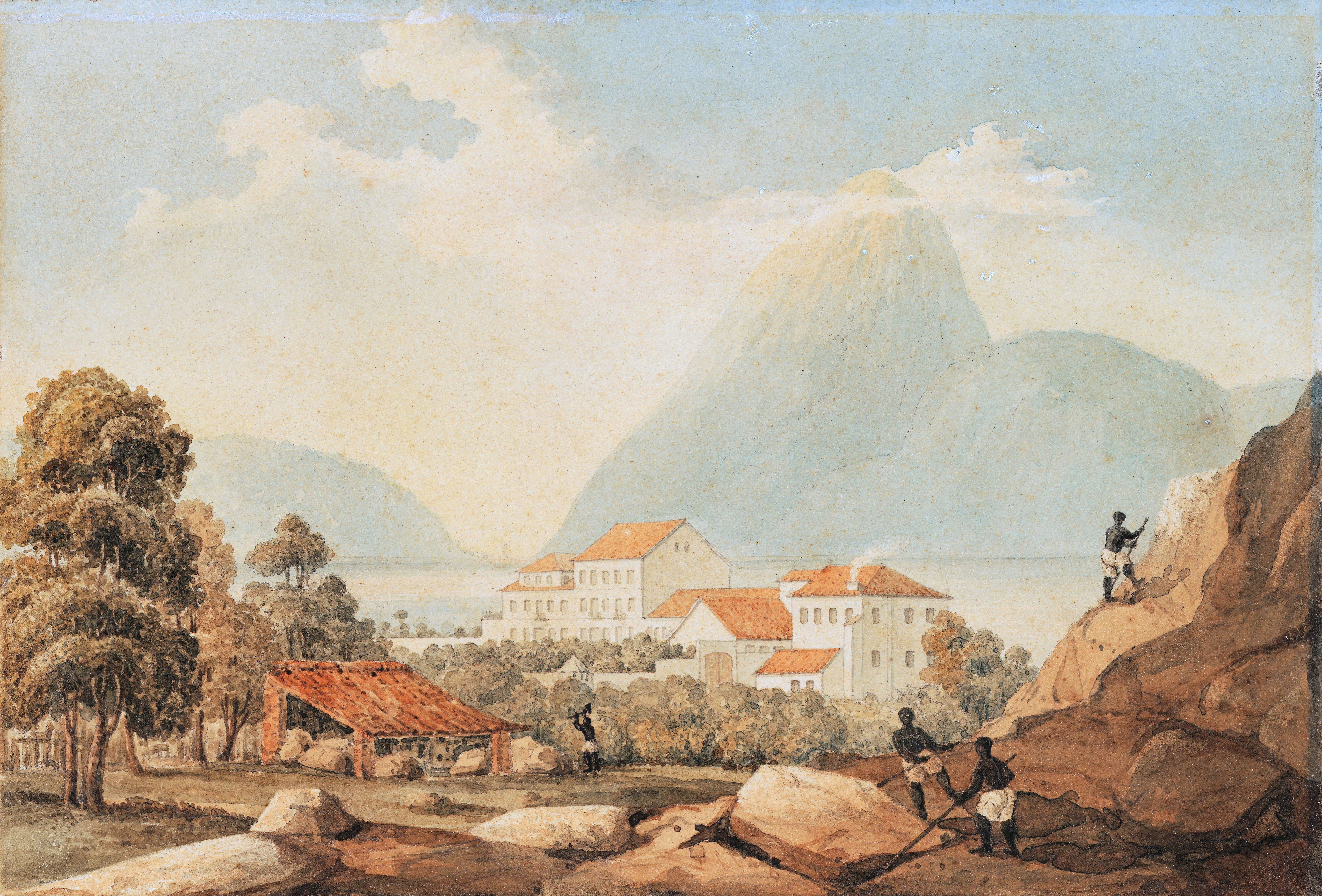
Casa do pintor inglês Henry Chamberlain no Catete, com o Pão de Açúcar ao fundo, por volta de 1820.

A cidade do Rio de Janeiro foi fundada perto do Pão de Açúcar, então uma ilha, em 1º de março de 1565. O local foi escolhido para guardar a entrada da Baía de Guanabara e a montanha era importante como ponto de sinalização. Um aterro ligou a ilha ao continente em 1697 e vários edifícios foram erguidos para defender o território, mas o bairro urbano da Urca só foi construído 300 anos após a fundação da cidade.
O Monumento Natural Pão de Açúcar e Morro da Urca foi criado pelo município do Rio de Janeiro por decreto municipal 26.578, de 1 de junho de 2006. Os objetivos são garantir espaços verdes para lazer em uma área natural e conservar, proteger e recuperar a Mata Atlântica existente e a paisagem. O conselho consultivo é presidido pela Secretaria Municipal de Meio Ambiente, que administra o monumento. O monumento natural faz parte do Mosaico Carioca, criado em 2011. O monumento tornou-se parte de um Patrimônio Mundial declarado pela UNESCO em 2012. O plano de gerenciamento foi publicado em outubro de 2013.

## Geografia

Morro da Urca e Pão de Açúcar.

### Geologia
Os dois picos são afloramentos típicos de augen gnaisse, a mesma gnaisse que forma os morros íngremes da cidade. O gnaisse de kinzigito, menos resistente às intempéries, está presente na depressão entre o Morro da Urca e o Pão de Açúcar. A augen gnaisse representa um granito porfirítico deformado e recristalizado que se intrometeu no kinzigito. Essas rochas metassedimentares vão de mesoproterozóicas a neoproterozóicas em idade. Esses maciços costeiros formam a porção oriental da Baía de Guanabara.

### Morros

#### Pão de Açúcar

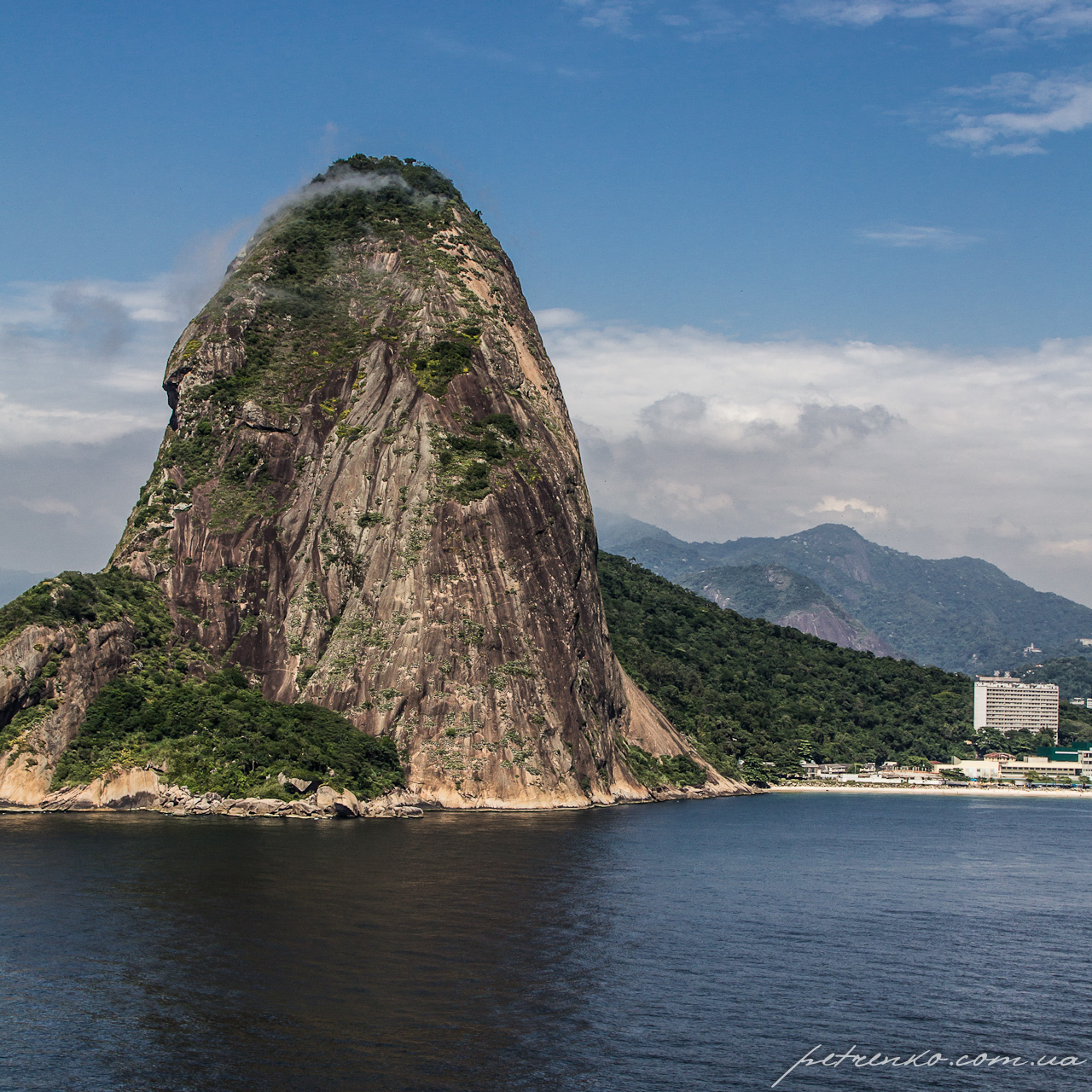
Morro do Pão de Açúcar.

O Morro do Pão de Açúcar, que dá nome ao complexo de morros, situa-se ao lado do Morro da Urca e possui 396 metros de altitude. O acesso ao topo do morro é dado exclusivamente pelo Bondinho do Pão de Açúcar, entretanto, os praticantes de montanhismo podem realizar escalada na face do morro. Junto com o Morro da Urca, há mais de 150 vias de escalada. Em seu cume, situam-se uma estação do Bondinho do Pão de Açúcar, uma lanchonete e algumas lojas.
O morro é constituído por um bloco único de gnaisse-granito com mais de seiscentos milhões de anos de idade, que surgiu da separação entre os continentes sul-americano e o africano e que sofreu alterações por pressão e temperatura. É rico em espécies de plantas rupícolas, estando presentes, em suas diversas faces, espécies endêmicas de bromélias e orquídeas. A face sul é especialmente rica, praticamente toda tomada por um "tapete vegetal", contrastando enormemente com a face norte, que apresenta pouca vegetação em suas vertentes. É circundado por um resquício de Mata Atlântica. O seu nome é explicado por alguns autores pela semelhança aos blocos cônicos formados pelo açúcar na fase da purga em sua fabricação, à época colonial.

#### Urca

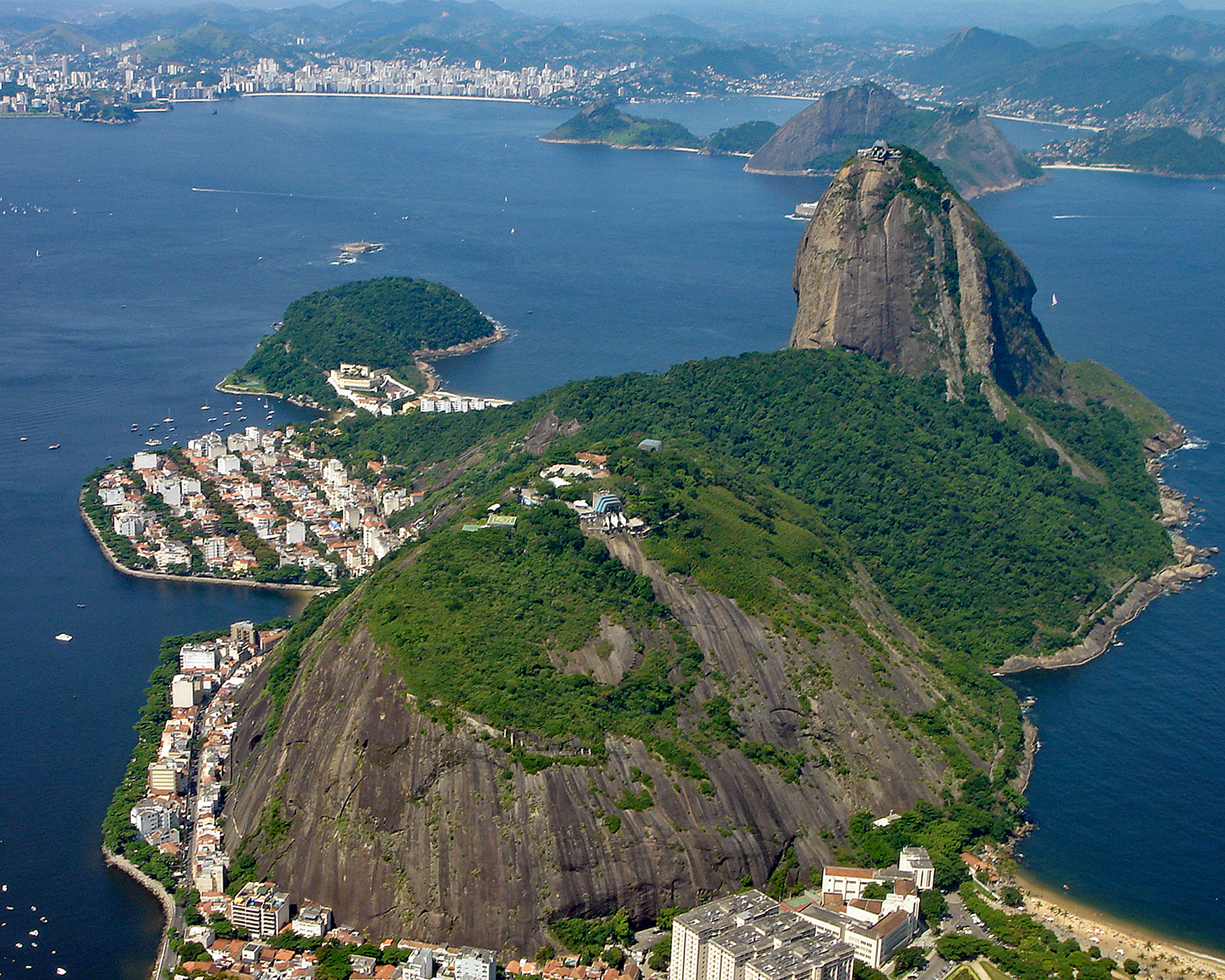
Morro da Urca.

Com 220 metros de altitude, o Morro da Urca é um dos morros que compõem o Pão de Açúcar. O acesso ao seu topo é dado por dois meios: pelo Bondinho do Pão de Açúcar ou por uma trilha. Entretanto, os praticantes de montanhismo podem realizar escalada na face do morro. Junto com o Morro do Pão de Açúcar, há mais de 150 vias de escalada. Foi no Morro da Urca que o prefeito Marcelo Crivella assinou o decreto que reconhece a Trilha Transcarioca, uma trilha de 180 km que cruza o Rio de Janeiro de leste a oeste e que tem o Pão de Açúcar como início/fim.
Em seu cume, situam-se duas estações que atendem ao Bondinho do Pão de Açúcar: o Cocuruto, um espaço cultural gerido pela Companhia Caminho Aéreo Pão de Açúcar; o Espaço Baía de Guanabara (EBG), uma área gastronômica e de lazer que conta com restaurantes, lojas e quiosques; um anfiteatro, que conta com arquibancadas para 700 pessoas; a Praça Engenheiro Augusto Ramos; a Praça dos Bondes, onde são expostos bondinhos de duas gerações anteriores; e um heliponto.

## Turismo

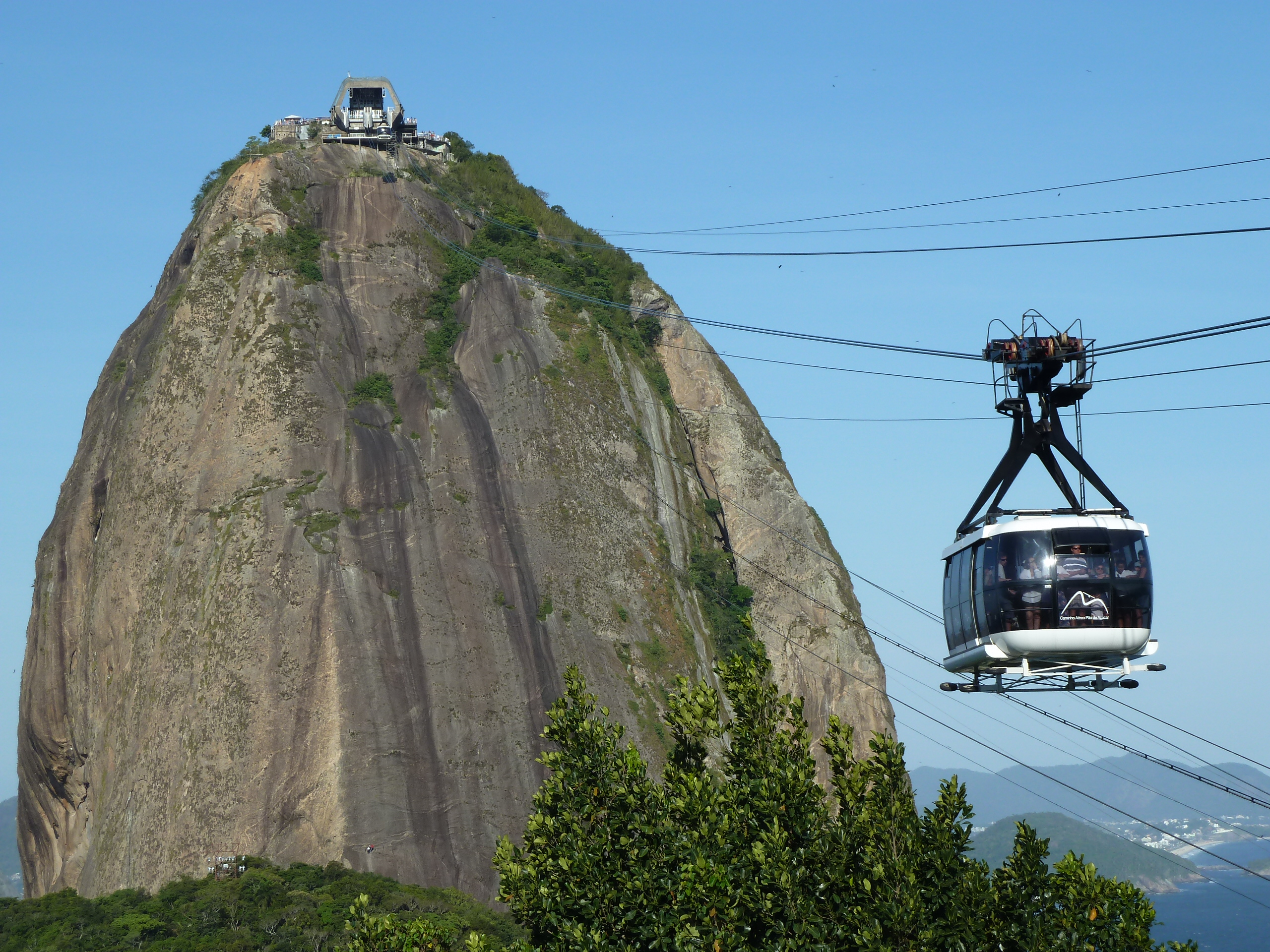
Bondinho do Pão de Açúcar.

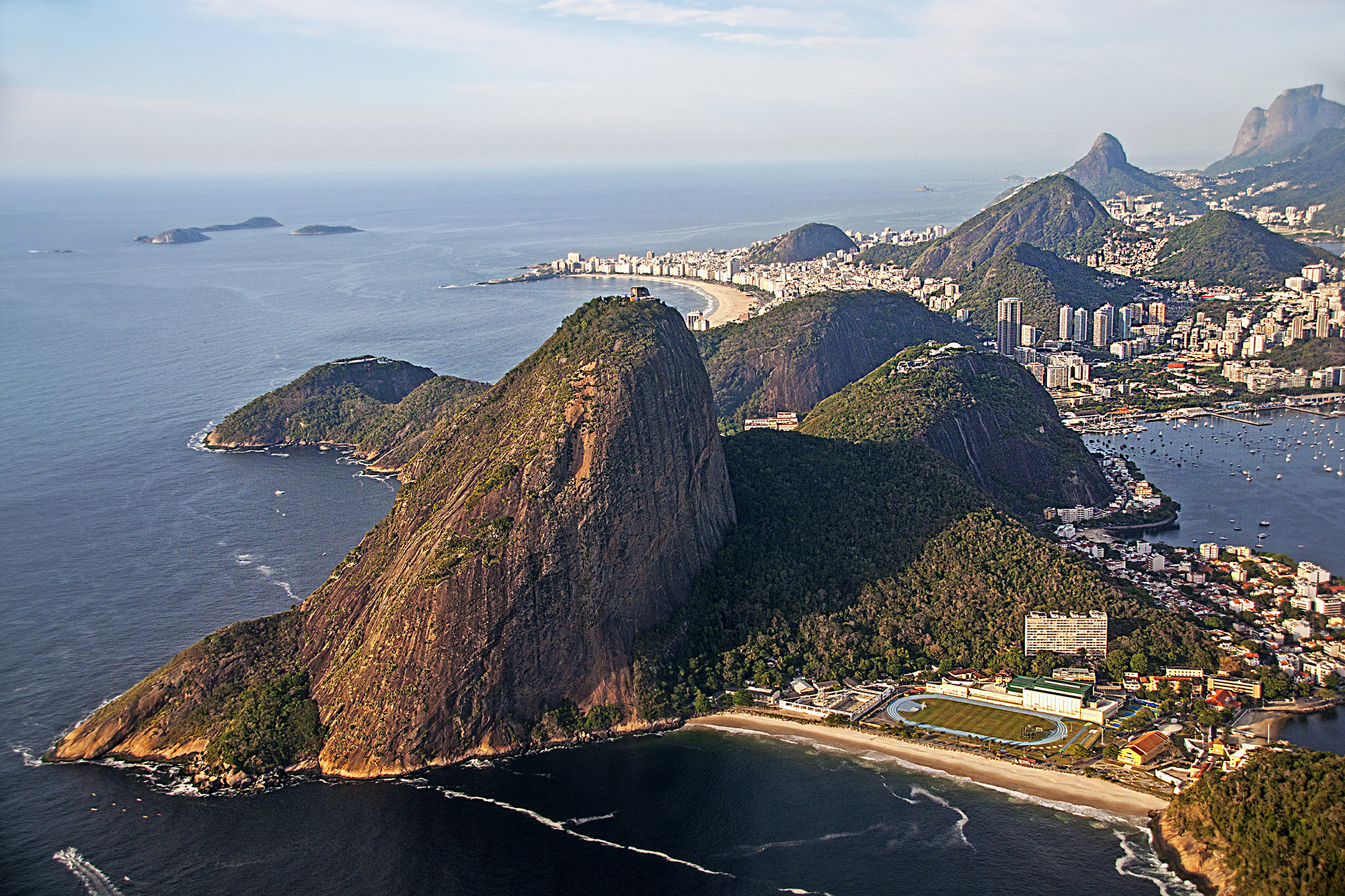
Pão de Açúcar a partir da Baía de Guanabara.

### Bondinho
O Bondinho do Pão de Açúcar é um teleférico que liga a Praia Vermelha ao Morro da Urca, e este ao Morro do Pão de Açúcar. Essa é uma das principais atrações turísticas da cidade. Foi inaugurado (o seu primeiro trecho, entre a Praia Vermelha e o Morro da Urca) em 27 de outubro de 1912 e, desde então, já transportou cerca de 37 milhões de pessoas, mantendo uma média atual de 2 650 visitantes por dia. O seu nome vem da semelhança dos carros do teleférico com os bondes que circulavam no Rio de Janeiro à época de sua inauguração.

### Museu Cocuruto
No topo do Morro da Urca, existe, desde 2008, o museu Cocuruto, que mostra a história do teleférico do Pão de Açúcar. O Museu do Cocuruto é uma atração que permite aos visitantes ver a história do Pão de Açúcar através do módulo interativo "O fio da memória". 
Esse museu mostra fotos, documentos e jornais em tablets, oferecendo uma experiência imersiva e educativa sobre um dos mais icônicos cartões-postais do Rio de Janeiro e do Brasil.

### Montanhismo
Ao chegarem ao bairro da Urca, os adeptos do montanhismo podem avistar, no morro da Babilônia, escaladores na rocha ascendo vias de escalada, como as conhecidas Ricardo Prado, M2, Roda Viva, IV Centenário e outras. No meio esportivo de escalada, internacionalmente é muito conhecido o complexo do Pão de Açúcar, tanto por se constituir em uma das maiores áreas de escalada urbana, quanto pela beleza das vias conquistadas nessa área.
Ao todo, são catalogadas mais de 270 vias de escaladas e boulders. No próprio Morro do Pão de Açúcar, todas as suas faces apresentam vias, como as clássicas chaminés Stop e Galotti, a via ferrata CEPI, além de vias de parede como a Pássaros de Fogo, Via dos Italianos e o Lagartão. As numerosas vias de escalada que gradativamente foram abertas elevaram o nível de escalada na região, e em muito contribuíram para a melhoria técnica dos escaladores brasileiros. 

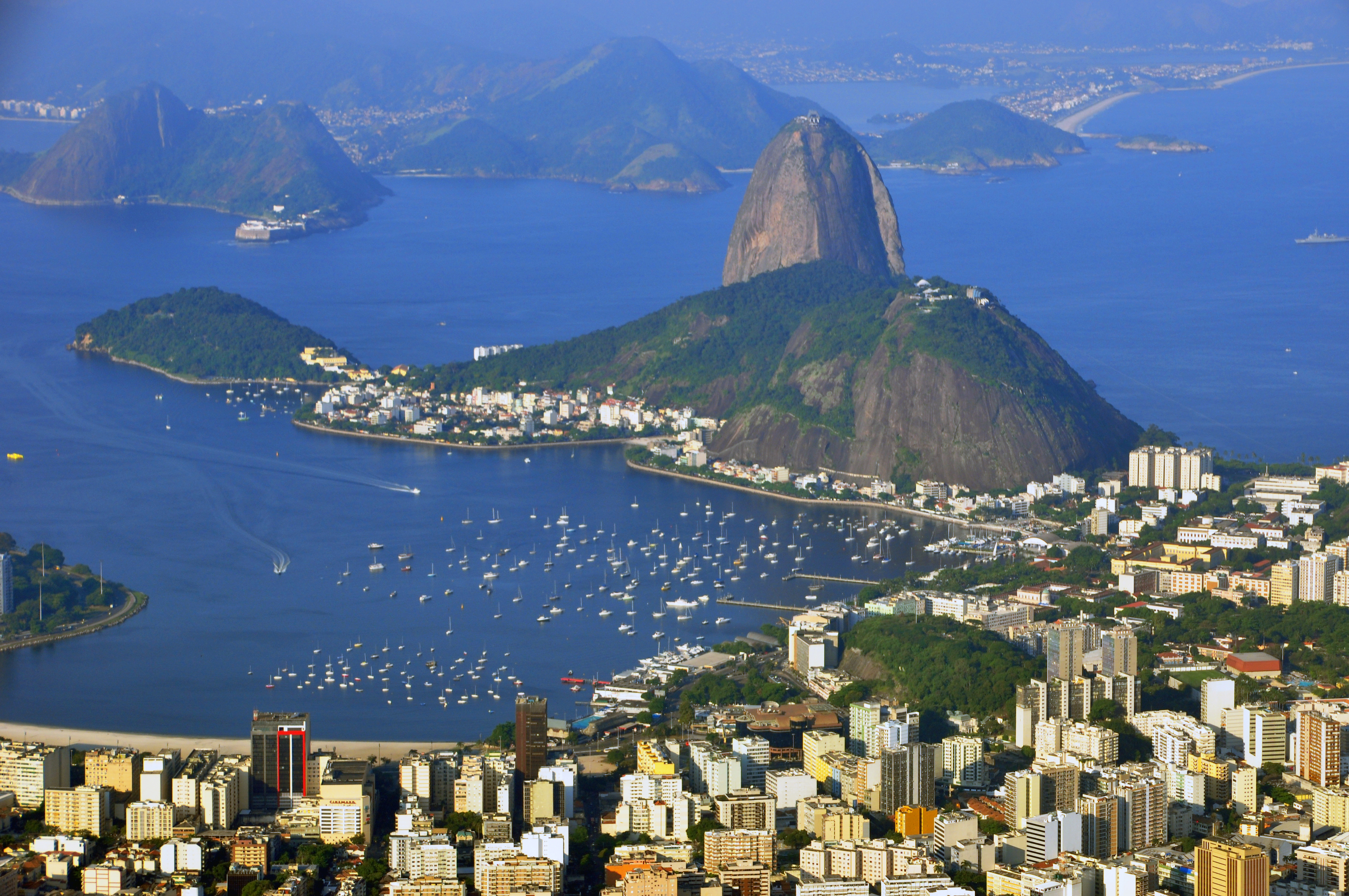
Vista do Pão de Açúcar a partir da estátua do Cristo Redentor.

Algumas visitas notáveis foram registradas, como a do histórico escalador Wolfgang Güllich na segunda metade dos anos 1980, que abriu a primeira via de décimo grau no Brasil (graduação brasileira), batizada por Southern Comfort, ou Via do Alemão, na Pedra do Urubu, situada junto ao mar e a pista de lazer Cláudio Coutinho, pista esta de 1 250 metros de extensão, que margeia as faces sul dos morros da Urca e do Pão de Açúcar. Além disso, o Pão de Açúcar tem também relevância histórica para o montanhismo no Brasil. Consta que a sua primeira ascensão teria sido realizada em 1817 pela inglesa Enrieta Carstiers, pela sua Face leste, voltada para o Oceano Atlântico e de menor inclinação. Seria assim uma das primeiras manifestações diretas de cunho montanhístico no Brasil, onde a própria ascensão da montanha traduziu-se no objetivo maior.
No domingo de 3 de julho de 2011, um alpinista morreu após cair do morro. Raymond Jean Marier, de 56 anos, estava escalando o Pão de Açúcar quando caiu de um costão do morro. O resgate foi feito com o auxílio do helicóptero do corpo de bombeiros do quartel do Humaitá, já que o local era de difícil acesso.
Existe uma trilha que pode ser percorrida a pé gratuitamente sem o auxílio de aparelhos de montanhismo e que leva da pista Cláudio Coutinho até ao alto do Morro da Urca.

## Impacto cultural
Figuras ilustres como o cientista Albert Einstein, o ex-presidente dos Estados Unidos John Kennedy, e o cantor inglês Elton John já passaram pelo bondinho do Pão de Açúcar, além dos muitos artistas que se apresentaram no Morro da Urca, principalmente na década de 1980.
Em 1977, o equilibrista americano Steven McPeak caminhou sobre o cabo do teleférico, entre o Morro da Urca e o Morro do Pão de Açúcar, segurando uma vara metálica como contrapeso.
Uma sequência do filme 007 Contra o Foguete da Morte, com Roger Moore como James Bond, filmada em 1979, ajudou a promover a cidade e o país no exterior.
Em 1990, uma homenagem ao piloto Ayrton Senna expôs no Morro da Urca um carro de Fórmula 1. E, mais recentemente, em 2004, a Tocha Olímpica dos Jogos Olímpicos de Atenas e, em 2007, a Tocha Olímpica dos Jogos Pan-Americanos do Rio de Janeiro visitaram o Pão de Açúcar.